# Kröte des Monats
Die Kröte des Monats ist eine Literaturauszeichnung, die (analog wie die Eule des Monats) von der STUBE, der Studien- und Beratungsstelle für Kinder- und Jugendliteratur, einem Bereich der Erwachsenenbildung der Erzdiözese Wien in Zusammenarbeit mit dem Österreichischen Bibliothekswerk verliehen wird.

## Buchpreis
Ausgezeichnet werden vor allem Kinder- und Jugendbücher aus den letzten Jahren, die nach Meinung der Jury nicht genügend Aufmerksamkeit erhalten haben. Die prämierten Bücher finden sich später oft auf den Preisträgerlisten von Deutscher Jugendliteraturpreis oder Österreichischer Staatspreis für Kinder- und Jugendliteratur wieder.

## Ausgezeichnete Bücher

### 2005
- Januar: Sarah Mayor Cox: Robert Ingpen – Bilder erzählen Geschichten
- Februar: Manfred Mai (Hrsg.): Das Literatur-Lesebuch. Deutsche Literatur aus 10 Jahrhunderten
- März und April: Hans Christian Andersen: Die Prinzessin auf der Erbse
- Mai: Karl Bruckner: Sadako will leben
- Juni: Angelika Kaufmann: Ein Pferd erzählt
- Juli: Brigitte Schär und Jörg Müller: Die Weihnachts-Show
- August: Geoffroy de Pennart: Rothütchen
- September: Nicola Davis und Neab Bayton: Das Buch vom Müssen und Machen
- Oktober: Joanne K. Rowling: Harry Potter und der Halbblutprinz
- November: Das Vaterunser. Für Kinder neu entdeckt von Regine Schindler. Illustriert von Eric Battut
- Dezember: Zoran Drvenkar: Die Nacht, in der meine Schwester den Weihnachtsmann entführte

### 2006
- Januar: Pnina Moed Kass: Echtzeit
- Februar: Emily Gravett: Achtung, Wolf!
- März: Bali Rai: Rani & Sukh. Eine verbotene Liebe
- April: Jeanne-Marie Leprince de Beaumont und Anne Romby: Die Schöne und das Biest
- Mai: Bruno Blume, Verena Ballhaus, Quint Buchholz, Nadia Budde, Jacky Gleich und Susanne Janssen: wer liest, ist
- Juni: Thé Tjong-Khing: Die Torte ist weg! Eine spannende Verfolgungsjagd
- Juli und August: Betty Hicks: Der Sommer, in dem meine Sonnenblume gekillt wurde
- September: Bart Moeyaert und Wolf Erlbruch: Olek schoss einen Bären und nähte sich aus dem Pelz eine Mütze
- Oktober: Dagmar H. Mueller und Verena Ballhaus: Herbst im Kopf. Meine Oma Anni hat Alzheimer
- November: Sharon Creech: Glück mit Soße
- Dezember: Heinrich Heine: Loreley. Illustriert von Aljoscha Blau

### 2007
- Januar: Jürg Schubiger, Franz Hohler und Jutta Bauer: Aller Anfang
- Februar: David Klass: Wenn er kommt, dann laufen wir
- März: Sheila Och: Balaban Neumann, der Hund
- April: Marie-Aude Murail: Simpel
- Mai: Franz Fühmann und Jacky Gleich: Ein Sommernachtstraum. Ein Märchen nach Shakespeare
- Juni: Joanne K. Rowling: Harry Potter and The Deathy Hallows
- Juli und August: Es hüpft in meinem Kopf herum. Gedichte für Kinder. Gesammelt von Manfred Mai. Illustriert von Almud Kunert
- September: Susie Morgenstern und Chen Jianghong: Ich werde Wunder vollbringen
- Oktober: Ole Könnecke: Anton und die Blätter
- November: Astrid Lindgren: Ur-Pippi
- Dezember: Am Weihnachtsbaume. Die 24 tollsten Weihnachtslieder zum Gucken, Hören und Mitsingen. Musik von Nils Kacirek, Bilder von Franziska Biermann. Nach einer Idee von Susanne Koppe.

### 2008
- Januar: Ulrich Hub: An der Arche um Acht. Illustriert von Jörg Mühle
- Februar: Philippe Lechermeier: Prinzessinnen. Illustriert von Rébecca Dautremer
- März: Joyce Carol Oates: Nach dem Unglück schwang ich mich auf, breitete meine Flügel aus und flog davon
- April: Heinz Janisch: Auch die Götter lieben Fußball. Illustriert von Artem
- Mai: Do van Ranst: Rabenhaar
- Juni: Antonie Schneider und Isabel Pin: Bananen sind krumm, aber nicht dumm
- Juli: Annette Mierswa und Stefanie Harjes: Lola auf der Erbse
- August: Sebastian Meschenmoser: 3 Wünsche für Mopsmann
- September: Andreas Steinhöfel: Rico, Oskar und die Tieferschatten
- Oktober: Armin Abmeier (Hrsg.) und Rotraut Susanne Berner: Alphabet und Zeichenstift. Die Bilderwelt von Rotraut Susanne Berner
- November: Oliver Jeffers: Der Weg nach Hause
- Dezember: Dirk Walbrecker und Germano Ovani: Aladin, Ali Baba und Sindbad. Die schönsten Märchen aus 1001 Nacht

### 2009
- Januar: Valérie Zenatti: Leihst du mir deinen Blick? Eine Freundschaft zwischen Jerusalem und Gaza
- Februar: Menena Cottin und Rosana Faría: Das schwarze Buch der Farben
- März: Soledad Bravi: Piep, piep, piep. Das Buch der Töne und Geräusche
- April: Stan van Elderen: Warum Charlie Wallace?
- Mai: Andreas Steinhöfel und Peter Schössow: Rico, Oskar und das Herzgebreche
- Juni: Vera Ferra-Mikura, Renate Habinger und Linda Wolfsgruber: 1, 2, 3 dann reite ich durch den ganzen Himmel. Erzählungen und Gedichte
- Juli: Marlene Röder: Zebraland
- August: Truus Matti: Bitte umsteigen!
- September: Ateliergemeinschaft LABOR: Kinder Künstler Kritzelbuch. Anmalen, Weitermalen, Selbermalen
- Oktober: Rotraut Susanne Berner: Buchtagebuch
- November: Holly-Jane Rahlens: Mauerblümchen
- Dezember: Heinz Janisch und Linda Wolfsgruber: Wie war das am Anfang

### 2010
- Januar: Antje Damm: Nichts und wieder nichts. Anlässe um miteinander über Nichts nachzudenken
- Februar: Christoph Mauz: Motte Maroni. Angriff der Schrebergartenzombies
- März: Saskia Hula und Ulrike Möltgen: Bei 3 auf den Bäumen
- April: Jenny Valentine: Kaputte Suppe
- Mai: Ulrich Plenzdorf und Stefanie Harjes: Gutenachtgeschichte
- Juni: Gerda Anger-Schmidt und Renate Habinger: Das Buch, gegen das kein Kraut gewachsen ist. Kräuter und Gewürze von Augentrost bis Zimt
- Juli und August: Dorothea Binder: Das Heidi-Kochbuch. Schweizer Rezepte
- September: Frida Nilsson: Ich, Gorilla und der Affenstern
- Oktober: Wolf Haas und Teresa Präauer: Die Gans im Gegenteil
- November: Monika Helfer und Michael Köhlmeier: Rosie und der Urgroßvater
- Dezember: Franz Kafka und Stefanie Harjes: Kafka

### 2011
- Januar: Alexandra Maxeiner und Anke Kuhl: Alles Familie! Vom Kind der neuen Freundin vom Bruder von Papas früherer Frau und anderen Verwandten
- Februar: Ole Könnecke: Das große Buch der Bilder und Wörter
- März: Alain Serres: Wie du deinen Eltern beibringst, Kinderbücher zu lieben
- April: Rolf Fänger und Ulrike Möltgen: Vom Anfang der Welt. Eine Schöpfungsgeschichte
- Mai: The Metropolitan Museum of Art: Was siehst du?
- Juni: Shaun Tan: Der Vogelkönig und andere Skizzen
- Juli und August: Jenny Han: Der Sommer, als ich schön wurde
- September: Edward van de Vendel und Fleur van der Weel: Lieb sein, Superguppy!
- Oktober: Willy Puchner: Willy Puchners Welt der Farben
- November: Max Lang und Jakob Schuh: Der Grüffelo
- Dezember: Michael Roher: ... 6, 7, 8, Gute Nacht

### 2012
- Januar: Iwona Chmielewska: Blumkas Tagebuch
- Februar: Timothée de Fombelle: Vango. Zwischen Himmel und Erde
- März: Adolfo Serra: Rotkäppchen
- April: Tamara Bach: was vom sommer übrig ist
- Mai: Heinz Janisch und Ingrid Godon: Rita
- Juni: Susann Opel-Götz: Außerirdisch ist woanders
- Juli und August: Nina Blazon: Wolfszeit
- September: Einar Turkowski: Der Rauhe Berg
- Oktober: Das Wilde Dutzend:  Wer kann für böse Träume. The Secret Grimm Files
- November: Reinhard Ehgartner und Helga Bansch: Das kleine Farben-Einmaleins
- Dezember: Benjamin Lacombe und Sébastien Perez: Das Elfen-Bestimmungsbuch

### 2013
- Januar: Gabriella Ambrosio: Der Himmel über Jerusalem
- Februar: Sonja Eismann, Chris Köver und Daniela Burger: Mach´s selbst. Do it yourself für Mädchen
- März: E. E. Cummings und Linda Wolfsgruber: Der Elefant und der Schmetterling
- April: Louis Jensen: 33 Cent um ein Leben zu retten
- Mai: Boulet und Pénélope Bagieu: Wie ein leeres Blatt
- Juni: Elisabeth Steinkellner und Michael Roher: Wer fürchtet sich vorm lila Lachs?
- Juli und August: Heidi Trpak und Laura Momo Aufderhaar: Gerda Gelse
- September: Saskia Hula und Ina Hattenhauer: Die coolste Schule der Welt
- Oktober: Dirk Steinhöfel: Die Kinder im Wind
- November: Regina Kehn: Das literarische Kaleidoskop
- Dezember: Linda Wolfsgruber: Arche

### 2014
- Januar: Mehrdad Zaeri: Prinzessin Sharifa und der mutige Walter
- Februar: Anna Czerwinska-Rydel und Marta Ignerska: Die Tonangeber
- März: Claude K. Dubois: Akim rennt
- April: Christina Röckl: Und dann platzt der Kopf
- Mai: Ruth Ozeki: Geschichte für einen Augenblick
- Juni: Verena Hochleitner: Der verliebte Koch
- Juli und August: Marissa Meyer: Die Luna-Chroniken
- September: Friedrich Schiller und Valentina Corradini: Die Kraniche des Ibykus
- Oktober: Chen Jianghong: Der kleine Fischer Tong
- November: Jutta Richter und Aljoscha Blau: Abends will ich schlafen gehn. Ein Gutenachtbuch für alle, die nicht einschlafen können
- Dezember: Andreas Steinhöfel: Anders

### 2015
- Januar: Ursula Poznanski: Die Verratenen / Die Verschworenen / Die Vernichteten
- Februar: Ich bin ich, Mira Lobe und Susi Weigel
- März: Kim Fupz Aakeson und Julie Völk: Das Löwenmädchen
- April: Die Bibel, erzählt von Philippe Lechermeier. Ill. v. Rébecca Dautremer
- Mai: Holly-Jane Rahlens: Blätterrauschen
- Juni: Karsten Teich: Suchst du Streit?
- Juli und August: Aaron Becker: Die Reise
- September: Christian Duda: Elke
- Oktober: Kathryn Lasky: Der Clan der Wölfe I - V
- November: Elisabeth Steinkellner: Rabensommer; Verena Hochleitner / Thomas Rosenlöcher: Das Gänseblümchen, die Katze und der Zaun; Kathrin Steinberger: Manchmal dreht das Leben einfach um; Lilly Axster: Atalanta Läufer_in
- Dezember: Anthony Browne: Abenteuer mit Willi

### 2016
- Januar: Kirsten Fuchs: Mädchenmeute
- Februar: Kenneth Oppel und Jon Klassen: Das Nest
- März: Geschichten aus der Bibel, erzählt von Heinz Janisch. Mit Bildern von Lisbeth Zwerger
- April: Kirsten Boie und Jan Birck: Bestimmt wird alles gut
- Mai: Nils Mohl: Zeit für Astronauten
- Juni: Elisabeth Steinkellner und Michaela Weiss: die Nacht, der Falter und ich
- Juli und August: Peter Goes: Die Zeitreise. Vom Urknall bis heute
- September: Aleksandra Mizielińsca und Daniel Mizielińsci: Unter der Erde. Tief im Wasser.
- Oktober: Tamara Bach: Vierzehn
- November: Mats Wahl: Sturmland. Band 1 bis 3
- Dezember: Annette Herzog und Katrin Clante: Pssst!

### 2017
- Januar: Oliver Scherz: Wir sind nachher wieder da, wir müssen kurz nach Afrika
- Februar: Carson Ellis: Wazn Teez?
- März: James Brown und Richard Platt: Das große Wissens-Sammelsurium
- April: Gilles Bachelet: Hinter den Kulissen
- Mai: Anna Woltz: Hundert Stunden Nacht
- Juni: Flurin Jecker: Lanz
- Juli und August: Arnould Wierstra: Babel
- September: Nacha Vollenweider: Fußnoten
- Oktober: Anais Vaugelade: Ich bau mir einen großen Bruder. Wie funktioniert unser Körper
- November: Andy Lee: Finger weg von diesem Buch
- Dezember: Andreas Steinhöfel: Rico, Oskar und das Vomhimmelhoch

### 2018
- Januar: Carlos Spottorno und Guillermo Abril: Der Riss
- Februar: Emmanuel Bourdier und ZAÜ: Haselnusstage
- März: Christina Röckl: Kaugummi verklebt den Magen. Ein nicht ganz so wahres Buch
- April: Michael Roher: Frosch und die abenteuerliche Jagd nach Matzke Messer
- Mai: İlker Çatak: Es war einmal Indianerland
- Juni: Gilles Clément und Vincent Gravé: Ein großer Garten
- Kröte des Sommers:
  - Marci Lyn Curtis: Dieser Augenblick, erschreckend und schön
  - Dianne Touchell: Foster vergessen
  - Haley Long: Der nächstferne Ort
  - Jean Webster: Lieber Feind
- September: Anja Tuckermann, Mehrdad Zaeri und Uli Krappen: Der Mann, der eine Blume sein wollte
- Oktober: Ein Nilpferd steckt im Leuchtturm fest - Tiergedichte für Kinder, Deutsche Akademie für Sprache und Dichtung, Stiftung Internationale Jugendbibliothek und Stiftung Lyrik Kabinett (Hrsg.)
- November: Atlas der Schweizer Kinderliteratur. Expeditionen & Panoramen, Schweizerisches Institut für Kinder- und Jugendmedien (Hrsg.)
- Dezember: Joanne K. Rowling und Lisbeth Zwerger: Die Märchen von Beedle dem Barden

### 2019
- Januar: Stefan Klein und Stefanie Harjes: Der Traumwolf
- Februar: Rudyard Kipling und Gabriel Pacheco: Die Dschungelbücher
- März: Sybille Schenker: Der Froschkönig
- April: Lilly Axster und Christine Aebi mit Henrie Dennis und Jaray Fofana: Ein bisschen wie du / A little like you
- Mai: Annet Schaap: Emilia und der Junge aus dem Wasser
- Juni: Lena Raubaum: Qualle im Krankenhaus
- Sommer: Bart Rossel und Medy Oberendorf: Die wunderbare Welt der Insekten
- September: Nikolaus Heidelbach: Alma und Oma im Museum
- Oktober und November: Michał Libera und Michał Mendyk: Wie das klingt! Neue Töne aus aller Welt
- Dezember: Linda Wolfsgruber und Reinhard Ehgartner: Sternenbote. Eine Weihnachtsgeschichte

### 2020
- Januar: Susan Kreller: Elektrische Fische